# Cathédrale Saint-Charles-Borromée de Joliette
Cette  cathédrale n’est pas la seule cathédrale Saint-Charles-Borromée.
La cathédrale Saint-Charles-Borromée de Joliette est une église catholique située à Joliette au Québec (Canada). Elle a été construite entre 1887 et 1892 selon les plans des architectes Maurice Perrault et Albert Mesnard. Il s'agit de la cathédrale du diocèse de Joliette. Elle a été citée immeuble patrimonial par la ville de Joliette en 1999 et 2016.

## Description

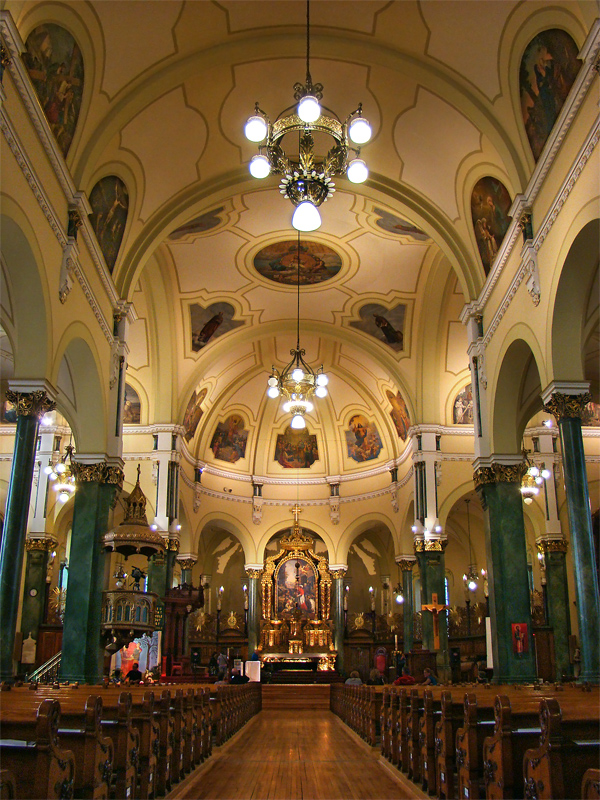
L'intérieur de la cathédrale Saint-Charles-Borromée en 2010

La cathédrale Saint-Charles-Borromée est sise au 2, rue Saint-Charles-Borromée Nord à Joliette au Québec,. Il s'agit d'une église catholique en pierre ayant un plan en croix latine comprenant une nef rectangulaire à trois vaisseaux, un transept et un chœur en saillie plus étroit que le reste du bâtiment qui se termine par une abside en hémicycle avec deux absidioles semi-circulaires rattachées aux bras du transept. Le clocher se trouve au sommet d'une tour au centre de la façade qui comprend deux tourelles surmontées de clochetons de chaque côté. Une sacristie en pierre est rattachée à l'abside,,. De plus, l'évêché est relié à la cathédrale par un chemin couvert.
La cathédrale comprend un orgue datant des années 1850.

## Histoire

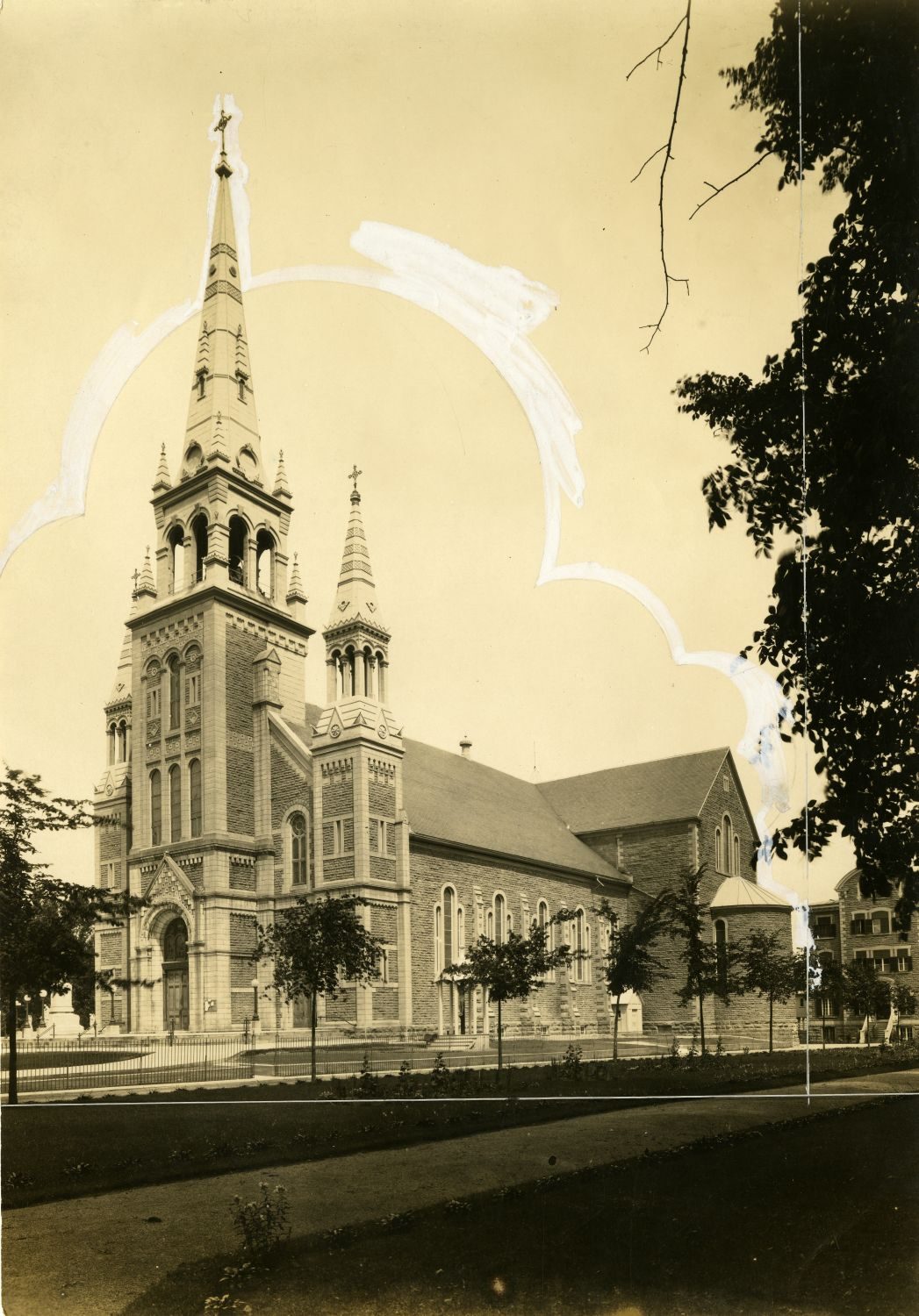
La cathédrale Saint-Charles-Borromée en 1900.

L'église Saint-Charles-Borromée a été construite de 1887 à 1892 à l'emplacement d'une ancienne église portant le même nom qui avait été démolie, selon les plans des architectes Albert Mesnard et Maurice Perrault et sous la supervision de Martin Dangeville Dostaler,,,. Sa paroisse avait été érigée canoniquement en 1843. Le diocèse de Joliette a été érigé le 27 janvier 1904,,. L'église a été consacrée le 29 juin 1907.
Dans les années 2000, des travaux de restauration ont été faits à la cathédrale, à l'extérieur et à l'intérieur,.
En 1999 et en 2016, la cathédrale a été citée comme immeuble patrimonial par la ville de Joliette. Cette protection s'applique à l'extérieur du bâtiment ainsi qu'à son terrain,.

## Religion
La cathédrale Saint-Charles-Borromée est la cathédrale du diocèse de Joliette, une juridiction de l'Église catholique au Québec,. La paroisse rattachée à la cathédrale se nomme également Saint-Charles-Borromée.
Son saint patron est saint Charles Borromée.